# Shawn Dingilius-Wallace
Shawn Erbelau Dingilius-Wallace (* 26. Juli 1994) ist ein palauischer Schwimmer.

## Karriere
Shawn Dingilius-Wallace belegte bei den Olympischen Sommerspielen 2016 in Rio de Janeiro im Wettkampf über 50 m Freistil den 72. Rang. Mit einer Zeit von 26,78 Sekunden stellte er einen neuen nationalen Rekord auf. Weitere Landesrekorde konnte er über 100 m Freistil, 100 m Rücken sowie 50 und 100 m Schmetterling aufstellen.
Neben seiner Olympiateilnahme startete Dingilius-Wallace bei den Schwimmweltmeisterschaften 2015, 2017 und 2019.